# Tatia dunni
Tatia dunni är en fiskart som först beskrevs av Fowler, 1945.  Tatia dunni ingår i släktet Tatia och familjen Auchenipteridae. Inga underarter finns listade i Catalogue of Life.